# Biologie
Pour les articles homonymes, voir Bio.
La biologie (du grec bios « la vie » et logos, « discours ») est la science du vivant. Elle recouvre une partie des sciences de la nature et de l'histoire naturelle des êtres vivants.
La vie se présentant sous de nombreuses formes et à des échelles très différentes, la biologie s'étend du niveau moléculaire, à celui de la cellule, puis de l'organisme, jusqu'au niveau de la population et de l'écosystème.

## Étymologie

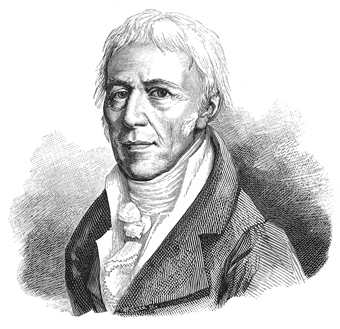
Portrait de Jean-Baptiste Lamarck, 1893.

Le terme biologie est formé par la composition des deux mots grecs βίος / bios, « vie », et λόγος / lógos, « discours, parole »,.
Ce néologisme est créé à la fin du XVIIIe siècle et au début du XIXe siècle, de façon indépendante :
- en allemand par Theodor Georg August Roose en 1797[4], Karl Friedrich Burdach en 1800 et Gottfried Reinhold Treviranus dans son ouvrage Biologie oder Philosophie der lebenden Natur, publié à Göttingen en 1804 ;
- en français par le naturaliste français Jean-Baptiste de Lamarck dans ses Recherches sur l’organisation des corps vivants en 1802 :

« Tout ce qui est généralement commun aux végétaux et aux animaux comme toutes les facultés qui sont propres à chacun de ces êtres sans exception, doit constituer l'unique et vaste objet d'une science particulière qui n'est pas encore fondée, qui n'a même pas de nom, et à laquelle je donnerai le nom de biologie. »
Chez Lamarck on trouve, pour la première fois, une conception de l'être vivant qui reconnaît son originalité, comparativement aux objets inanimés sans pour autant la faire déroger aux lois de la physique, contrairement à ce qu'avaient tendance à faire les vitalistes et les fixistes.
Le même Lamarck, bien avant de donner des cours de biologie en 1819, sépare dans son ouvrage Hydrogéologie, paru également en 1802, la physique terrestre en trois parties :
- la météorologie (étude de l'atmosphère) ;
- l'hydrogéologie (étude de la croûte minérale) ;
- la biologie (étude des corps vivants).

Les savants allemands, à l'appel de Treviranus, lancent les méticuleux inventaires de la flore et de la faune, réalisés par ceux qui, respectivement, se nommeront botanistes et zoologistes. Vers le milieu du XIXe siècle, un intérêt pour les fonctions du vivant oriente la recherche biologique vers la physiologie.

## Principes fondateurs

### Définition de l'objet

#### Définir la vie
L'objet de la biologie est l'être vivant et la vie, dans son ensemble et son fonctionnement. Mais qu'est-ce qu'un être vivant ? En quoi se différencie-t-il des objets inanimés et des machines ? Et qu'est-ce que la vie ? À ces questions, les biologistes n'ont actuellement pas de réponse précise, qui fasse l'unanimité dans la communauté scientifique. Certains d'entre eux pensent même que ces questions sont sans objet.
Ainsi en 1878 Claude Bernard, dans la première des Leçons sur les phénomènes de la vie communs aux animaux et aux végétaux, déclare explicitement « on peut caractériser la vie, mais non la définir », car la biologie doit être une science expérimentale ; ce serait là une définition a priori et « la méthode qui consiste à définir et à tout déduire d'une définition peut convenir aux sciences de l'esprit, mais elle est contraire à l'esprit même des sciences expérimentales ». En conséquence, « il suffit que l'on s'entende sur le mot vie pour l'employer » et « il est illusoire et chimérique, contraire à l'esprit même de la science, d'en chercher une définition absolue ».
La biologie semble être restée fidèle à cette conception, puisqu'elle continue à ne pas précisément définir la notion de vie pour se limiter à l'analyse de « choses naturelles » ou parfois en partie créées par l'humain (via la sélection puis le génie génétique) que le sens commun lui désigne comme vivants. Cette analyse permet de mettre en évidence un certain nombre de caractères communs à ces objets d'étude, et ainsi d'appliquer ce qualificatif de vivant à d'autres objets présentant les mêmes caractères. Cette méthode, exclusivement analytique et expérimentale, a considérablement renforcé l'efficacité et la scientificité du travail du biologiste, comparativement aux conceptions souvent spéculatives d'avant Claude Bernard. Elle a cependant amené une « physicalisation » telle que l'on a parfois l'impression que, pour rendre scientifique la biologie, il a fallu nier toute spécificité à son objet.
De fait, certains biologistes en viennent à déclarer que « la vie n'existe pas ! », ou plus exactement qu'elle serait un processus physico-chimique parmi d'autres.
Le premier d’entre eux est probablement Albert Szent-Györgyi, prix Nobel de médecine en 1937, qui a déclaré :

« La vie en tant que telle n’existe pas, personne ne l’a jamais vue. »

Le plus connu est François Jacob :

« On n'interroge plus la vie aujourd'hui dans les laboratoires. On ne cherche plus à en cerner les contours. […] C'est aux algorithmes du monde vivant que s'intéresse aujourd'hui la biologie. »

Plus récemment, c'est aussi la position d'Henri Atlan :

« L’objet de la biologie est physico-chimique. À partir du moment où l’on fait de la biochimie et de la biophysique, et où l’on comprend les mécanismes physico-chimiques qui rendent compte des propriétés des êtres vivants, alors la vie s’évanouit ! Aujourd’hui, un biologiste moléculaire n’a pas à utiliser pour son travail le mot « vie ». Cela s’explique historiquement : il s’occupe d’une chimie qui existe dans la nature, dans un certain nombre de systèmes physico-chimiques particuliers, aux propriétés spécifiques, et appelés animaux ou plantes, c’est tout ! »

Cette dernière citation illustre la confusion entre l'étude de la vie et celle de la matière des êtres vivants, où transparaît la tentation de réduire la biologie à la seule biologie moléculaire en niant au vivant, grâce au nivellement que permet la chimie, toute spécificité qui ne soit pas une simple différence physico-chimique. Autrement dit, il est tentant, en réduisant la biologie à la biologie moléculaire, de ne différencier le vivant de l'inanimé que par les critères par lesquels la biologie moléculaire se différencie du reste de la chimie.

#### Vivant et inanimé
André Pichot affirme que « Cette négation de la spécificité du vivant pourrait venir d'une conception où l'on n'admet aucune discontinuité entre vivant et inanimé pour conserver un univers cohérent et unifié ». On peut y admettre une gradation progressive entre l'inanimé et le vivant, tant dans les formes actuelles (les virus, censés être à la limite du vivant et de l'inanimé) que dans l'apparition de la vie sur Terre (cette apparition y est comprise comme une phase prébiotique progressive sans discontinuité marquée).
Cette « négation de la spécificité du vivant », qui se veut matérialiste, semble confondre simplement le matérialisme épistémologique (l'étude critique des sciences) et les sciences de la matière proprement dites.
En biologie, tenter d'expliquer la notion de vie et la spécificité de l'être vivant, peut conduire aux notions de vitalisme ou même d'animisme, car en s'écartant un peu de la physico-chimie on peut sortir du matérialisme épistémologique. Si bien qu'aujourd'hui « on a l'impression que ce que vise la biologie n'est pas tant l'étude de la vie (ou de l'être vivant dans ce qu'il a de spécifique relativement à l'objet inanimé) que sa pure et simple négation, le nivellement et l'unification de l'univers par la physico-chimie. Comme si, pour unifier, il valait mieux nier les solutions de continuité que les comprendre ».
Une autre approche, plus systémique, est ainsi résumée en 1970 par François Jacob : « Tout objet que considère la Biologie représente un système de systèmes; lui - même élément d'un système d'ordre supérieur, il obéit parfois à des règles qui ne peuvent être déduites de sa propre analyse » ; c'est une des bases de l'écologie scientifique et de son « approche écosystémique ».
Le problème de la spécificité de l'être vivant n'est donc pas encore réglé par la biologie moderne qui ainsi n'a donc aucune définition claire et explicite de son objet. Ce problème est seulement occulté de diverses manières, qui toutes tendent à ramener, faute de mieux, la conception de Descartes de l'être vivant comme plus ou moins semblable à une machine très complexe.
Rares sont les biologistes qui s'inscrivent en faux contre cette approximation en avançant une conception du vivant plus précise, visant à se rapprocher de la réalité,. Un certain nombre de travaux en biologie théorique tentent en effet de dépasser les limitations auxquelles on s'est heurtées jusqu'à présent, tels que ceux de Francisco Varela, Robert Rosen ou Stuart Kauffman. L'enjeu est alors souvent de tenter d'appréhender les différences entre biologie et physique.

### Évolution

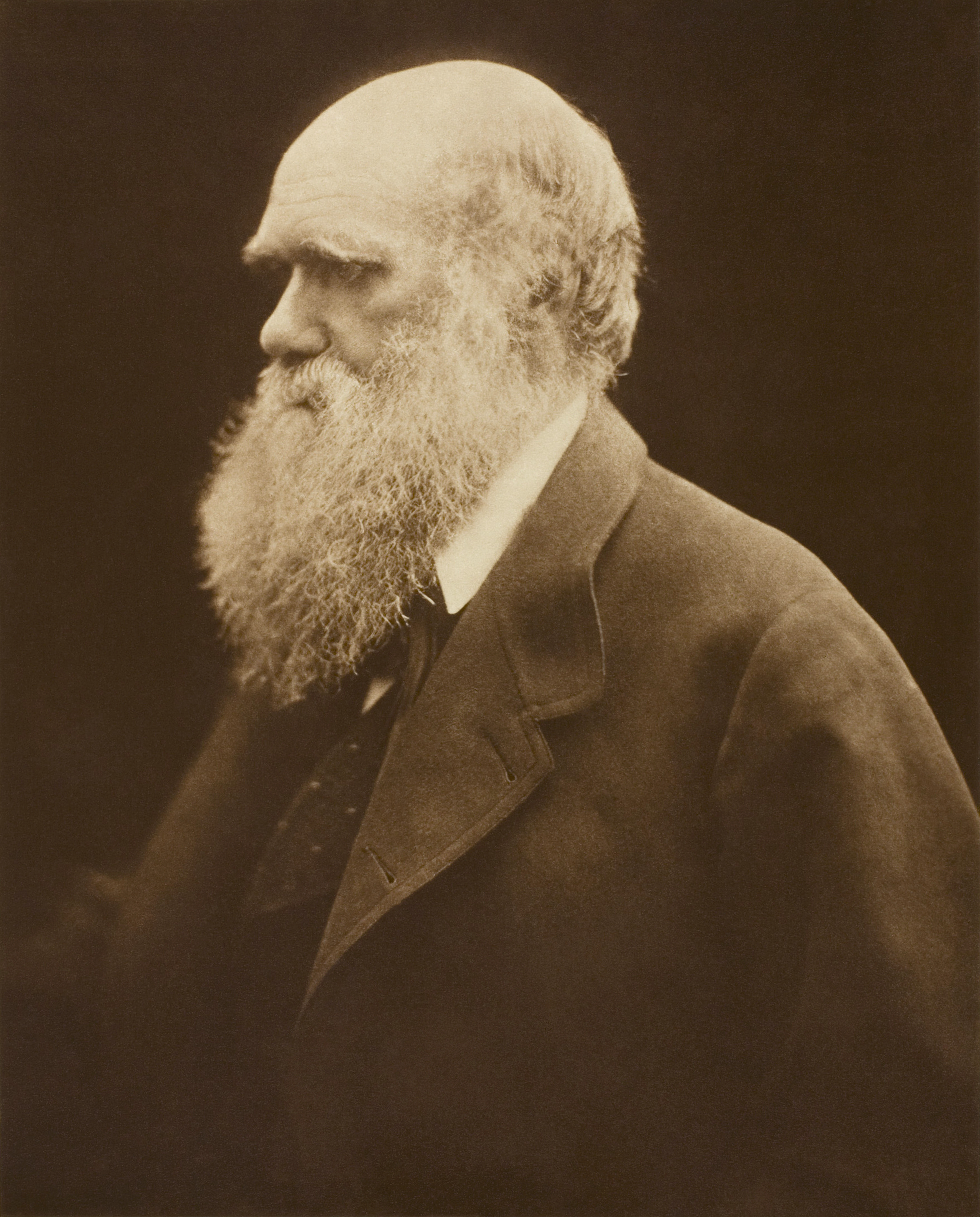
Charles Darwin en 1868.

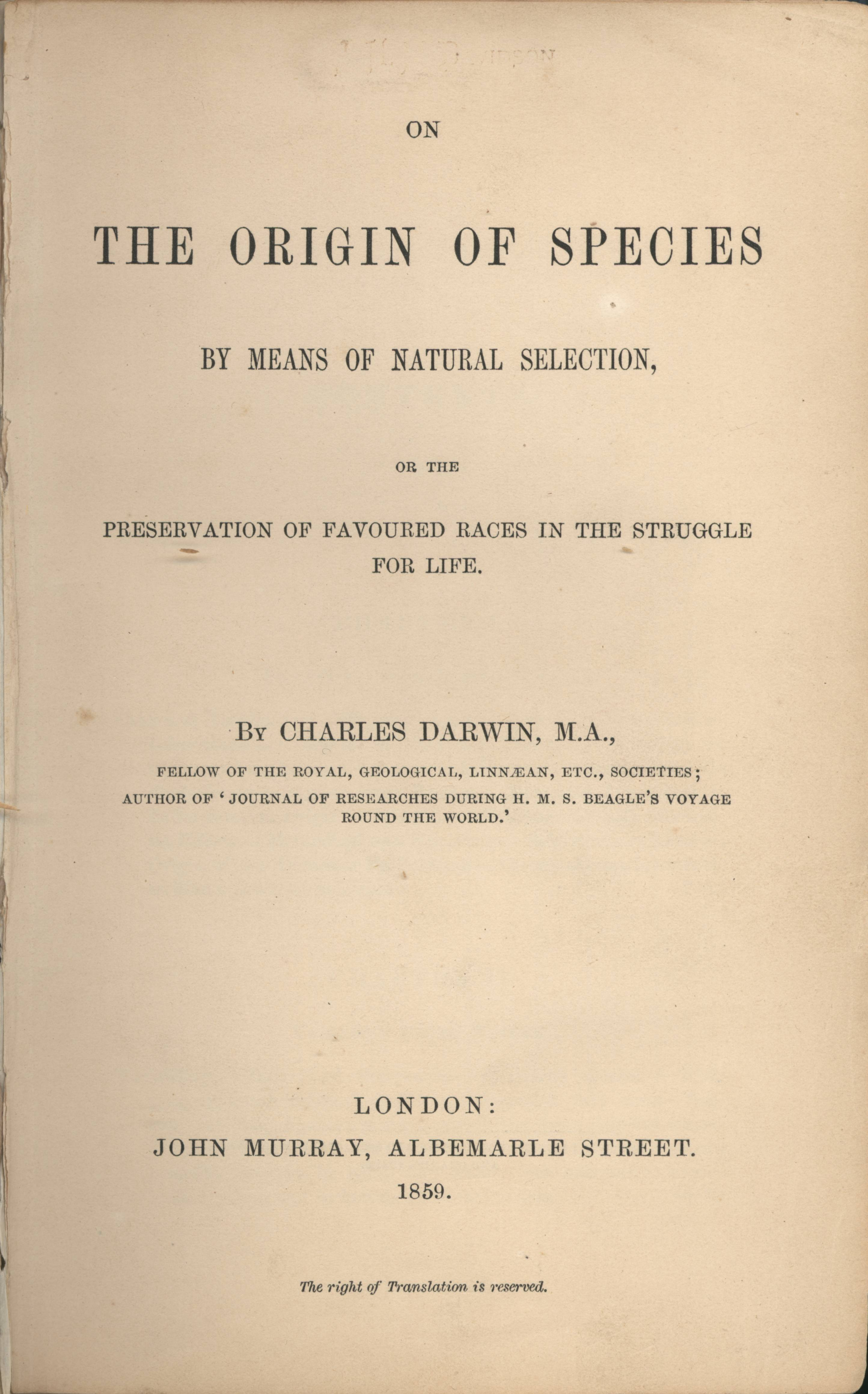
Page titre du Origin of Species (L'Origine des espèces) de Charles Darwin.

La première théorie de l'évolution du vivant a été avancée par Jean-Baptiste Lamarck dans son ouvrage Philosophie Zoologique en 1809. Comme son titre l'indique, elle se présente sous la forme d'un système philosophique, bien qu'elle pose les bases essentielles pour la compréhension des êtres vivants et de leur évolution. Cinquante ans plus tard, en 1859, avec la parution de L'Origine des espèces, Charles Darwin propose une explication scientifique de l'évolution, sous la forme d'un mécanisme simple, avec le principe de sélection naturelle. Avec le temps, la théorie originelle de Darwin a été affinée avec les résultats des expériences et observations que les biologistes ont effectuées. La théorie faisant actuellement consensus est celle de la théorie synthétique de l'évolution, appelée aussi néodarwinisme.
Le caractère évolutionniste de la vie a pendant très longtemps été discuté et est même encore mis en doute par certaines personnes en dehors de la communauté scientifique, mais aucune de ces objections à la théorie de l'évolution n'est scientifiquement fondée. La communauté scientifique a depuis très largement admis l'évolutionnisme de la vie comme un fait démontré par l'expérience et l'observation à maintes reprises notamment par :
- l'examen des fossiles en paléontologie qui montre l'évolution des formes de vie à travers le temps ;
- l'anatomie comparée qui met en évidence les similitudes morphologiques entre des animaux pourtant différents ;
- l'hérédité qui explique les variations génétiques d'une génération à une autre ;
- l'étude comparée du génome de plusieurs organismes qui montre l'éloignement plus ou moins important dans l'arbre phylogénétique, permettant ainsi de retracer l'évolution et l'éloignement des différentes formes de vie ;
- la culture sélective des plantes et la domestication des animaux sont la mise en application par les humains du principe de sélection naturelle.

### Diversité
Si la biologie est si vaste, c'est en raison de l'extrême diversité du vivant qui se présente sous tellement de formes que l'on peut avoir du mal à discerner des points communs. Une hiérarchisation du vivant a tout de même été réalisée, qui est le domaine de la systématique et de la taxinomie. Tous les êtres vivants sont classés en trois domaines :
- les bactéries ;
- les archées ;
- les eucaryotes.

### Universalité

Structure en 3D de la molécule d'ADN.

Bien qu'étant différentes, toutes les formes de vie partagent des caractères communs. Ce qui porte à croire que la vie sur Terre a pour origine une seule et même forme de vie, désignée sous l'acronyme de LUCA (pour l'anglais : Last universal common ancestor), qui serait apparue sur Terre il y a au moins 2,5 milliards d'années.
Les principaux caractères universels du vivant sont :
- le carbone qui, par ses caractéristiques physiques, sert de « squelette » à tous les composés organiques ;
- l'ADN et l'ARN, qui servent de support au génome et assurent la transmission de ce dernier à la descendance lors de la reproduction ;
- la cellule qui est la plus petite unité vivante. Ce dernier point est discuté au sein de la communauté scientifique, car les virus sont considérés comme vivants par certains biologistes, alors qu'ils ne sont pas faits de cellules.

## Domaines d'études
En raison du caractère extrêmement vaste du sujet, l'étude de la biologie nécessite un morcellement en domaines d'études. Une approche un peu « réductrice » mais ayant l'avantage de clarifier les thèmes consiste à définir des niveaux d'organisation. Dans un souci de parvenir à une compréhension plus globale de la biologie, des ponts se sont naturellement créés entre les différentes disciplines. Permet l'exploration de différents sujets originaux comme la biologie moléculaire, la biotechnologie, la toxicologie, la science biomédicale, etc.

### Structure du vivant

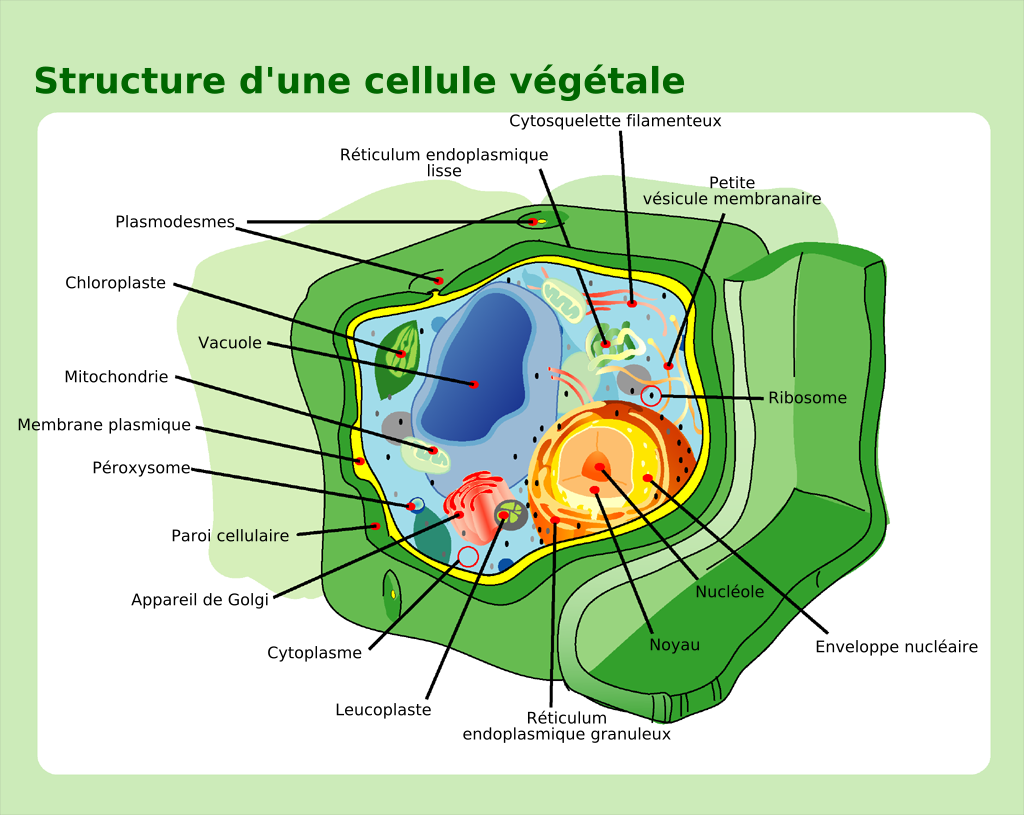
Structure d'une cellule végétale.

Les domaines étudiant la structure du vivant sont à l'échelle de l'atome pour la biologie moléculaire et de la cellule pour la biologie cellulaire.
Le domaine de la biologie moléculaire étudie les composés de bases du vivant, comme l'ADN et les protéines. Pendant longtemps, on a cru que les lois de la chimie régissant le vivant étaient différentes de celles pour la matière inanimée. Mais depuis la synthèse de nombreux composés organiques, il est clairement admis que les lois chimiques sont les mêmes que pour la matière inorganique. Aucune force vitale n'insuffle la vie à la matière comme on le pensait avant avec la théorie vitaliste.
La mise au point du microscope avec lequel Robert Hooke a découvert les cellules en 1665 a marqué la naissance de la biologie cellulaire et celle d'un monde alors insoupçonné. Cette découverte et les nombreuses qui ont suivi ont permis d'expliquer certains phénomènes comme ce que l'on qualifiait à l'époque de génération spontanée. C'est à cette échelle que l'on rencontre les premiers organismes vivants.

### Anatomie et physiologie

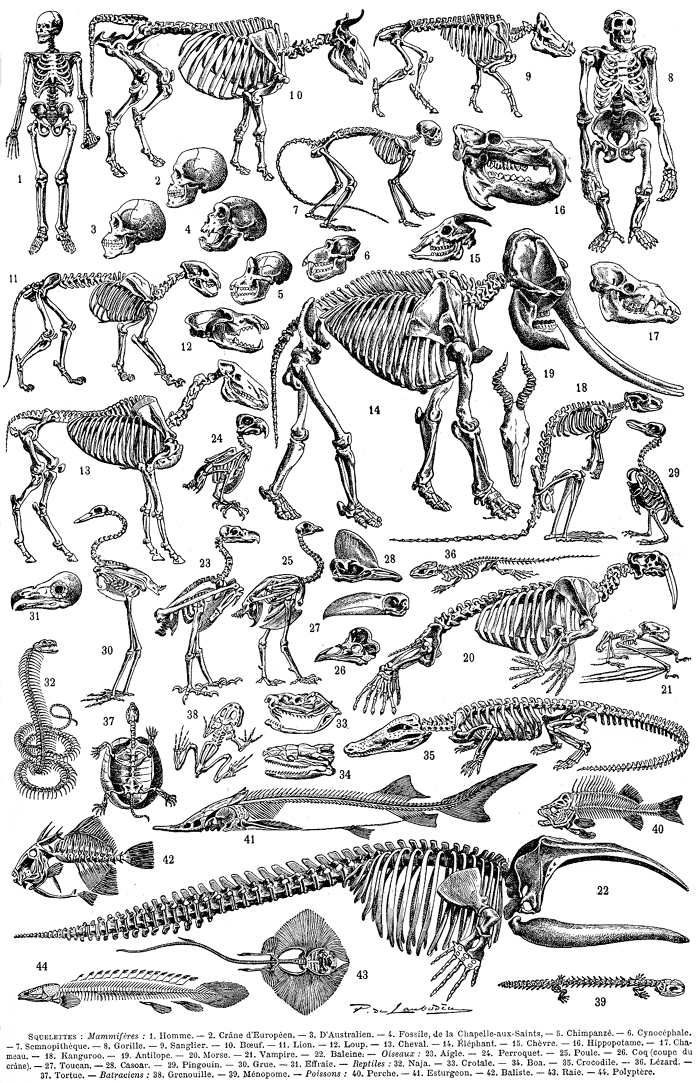
Aspect de différents squelettes d'après le Larousse de 1922.

Prise au sens structurelle et fonctionnelle, la biologie recouvre également l'ensemble des disciplines, classiques et modernes, qui étudient des structures comme les tissus avec l'histologie ou les organes avec l'anatomie. La physiologie quant à elle étudie les principes mécaniques, physiques et biochimiques des organismes vivants et est séparée en deux branches : la physiologie végétale et la physiologie animale.

### Diversité et évolution

L'arbre phylogénétique.

L'extrême diversité du vivant n'empêche en rien le groupement en entités ou taxons (Taxinomie), leurs relations les uns par rapport aux autres et leur classement (systématique).

### Interactions
Les interactions des êtres vivants entre eux et les liens les unissant avec leur environnement est le domaine de l'écologie. L'éthologie quant à elle étudie le comportement animal dans le milieu naturel.

### Niveaux d'observation et disciplines
Les Sciences de la Vie comprennent de nombreuses disciplines et sous-disciplines plus ou moins reliées entre elles et parfois imbriquées. Ces disciplines sont organisées soit par niveau d'observation, soit par approche méthodologique, soit par type d'organisme étudié.
| Niveau d'observation | Exemple                                           | Disciplines                                         |
| -------------------- | ------------------------------------------------- | --------------------------------------------------- |
| moléculaire          | molécules biologiques : protéines, ADN, ARN       | chimie organique, biochimie, biologie moléculaire   |
| microscopique        | composants de la cellule (organites)              | biologie cellulaire, cytologie                      |
| microscopique        | cellules, organismes unicellulaires               | microbiologie                                       |
| microscopique        | tissus                                            | histologie                                          |
| microscopique        | organes                                           | physiologie                                         |
| macroscopique        | organismes, individus                             | biologie des organismes, anatomie, éthologie        |
| populationnel        | colonies, populations, métapopulations            | biologie des populations, génétique des populations |
| spécifique           | espèce                                            | taxinomie, phylogéographie, etc.                    |
| supra-spécifique     | groupes d'espèces, écosystèmes, évolution humaine | systématique, écologie, phylogénie                  |

## Applications

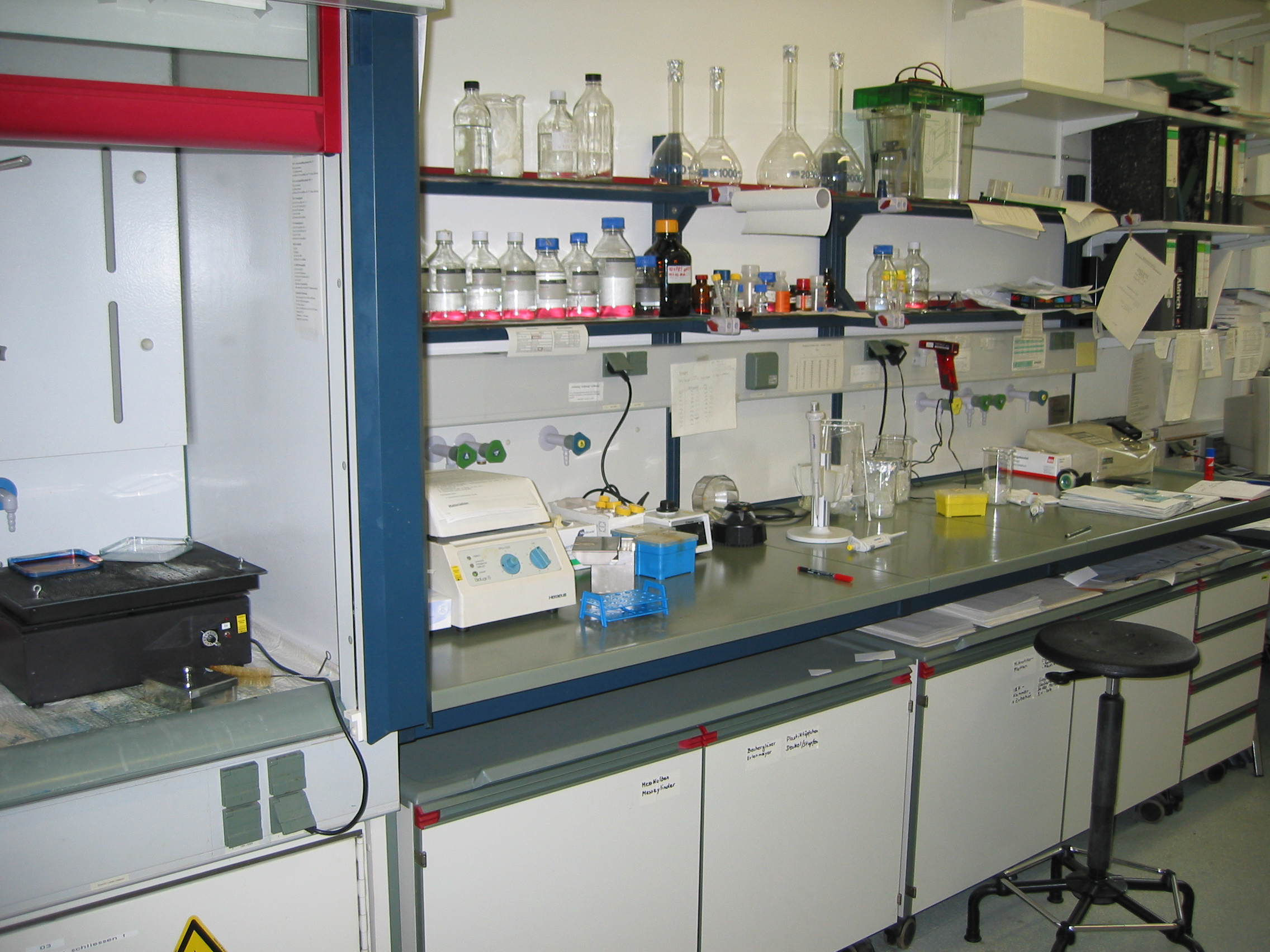
Un laboratoire à l'institut de biochimie de Cologne.

Les applications des découvertes en biologie sont nombreuses et très présentes dans le quotidien de l'être humain. Les avancées importantes de ces dernières décennies en médecine ont principalement pour origine les découvertes sur le fonctionnement du corps humain. Le domaine pharmaceutique profite également des avancées en chimie organique.
Plus récemment, la découverte de la structure de l'ADN et une meilleure compréhension de l'hérédité ont permis de modifier finement les êtres vivants, par notamment les techniques de génie génétique, et trouvent des applications dans les domaines agricole et agro-alimentaire.
La biologie peut également avoir des applications en criminologie. Dans la Revue française de criminologie et de droit pénal, Laurent Lemasson présente trois corrélations entre biologie et criminalité mises en évidence par différents chercheurs: la présence des gènes MAOA et HTR2B chez une part importante de criminels ; un fonctionnement anormal des régions frontales et temporales du cerveau ; enfin un état de sous-excitation physiologique chez les criminels multirécidivistes.

## Impacts sur la société
Depuis le développement de la biologie moléculaire et de la physiologie cellulaire dans la seconde partie du XXe siècle, les progrès de la biologie sont devenus quotidiens et ont un impact énorme sur la société : compréhension des mécanismes moléculaires de plusieurs centaines de maladies, amélioration des traitements contre le cancer, compréhension des mécanismes neurologiques, amélioration des traitements des maladies mentales et dépistage de tares génétiques in utero. Une meilleure compréhension de l'évolution moléculaire, substrat physique à l'évolution des espèces, permet de transposer aux humains les découvertes faites sur les animaux, y compris des vers comme C. elegans ou la mouche drosophile, dont on a montré que les mécanismes moléculaires de segmentation du corps au cours de l'embryogenèse sont identiques à ceux de l'humain, et, de manière générale, à tout le vivant métazoaire.
Toutefois, les progrès très rapides de la biologie suscitent parfois des interrogations philosophiques, de vives inquiétudes, voire une forte opposition de certaines associations ou organisations non gouvernementales (ONG). On peut citer notamment : le clonage, les organismes génétiquement modifiés (OGM), le séquençage, et les problèmes de propriété intellectuelle qui en découlent.

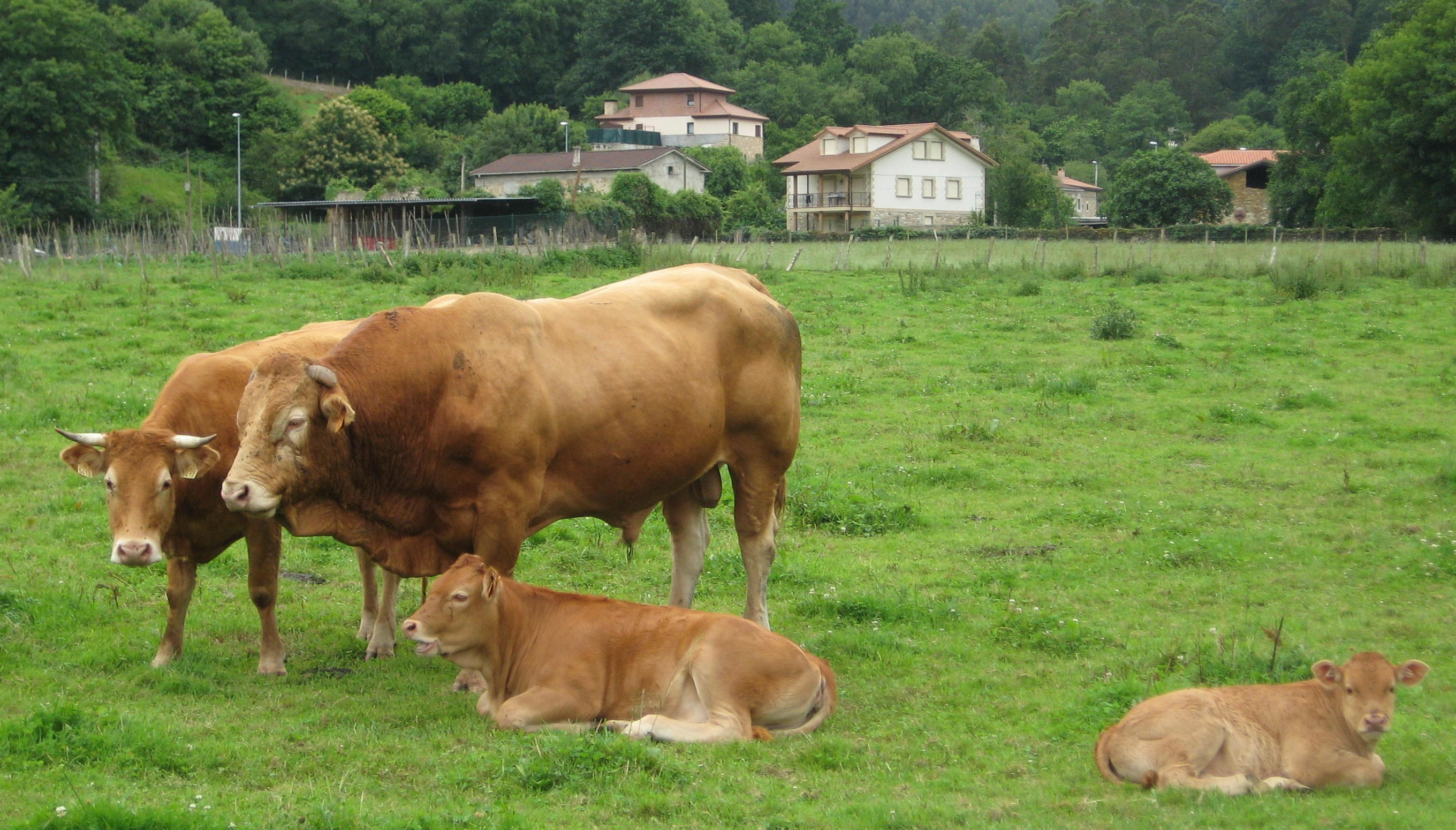
Animalia - Bos primigenius taurus.
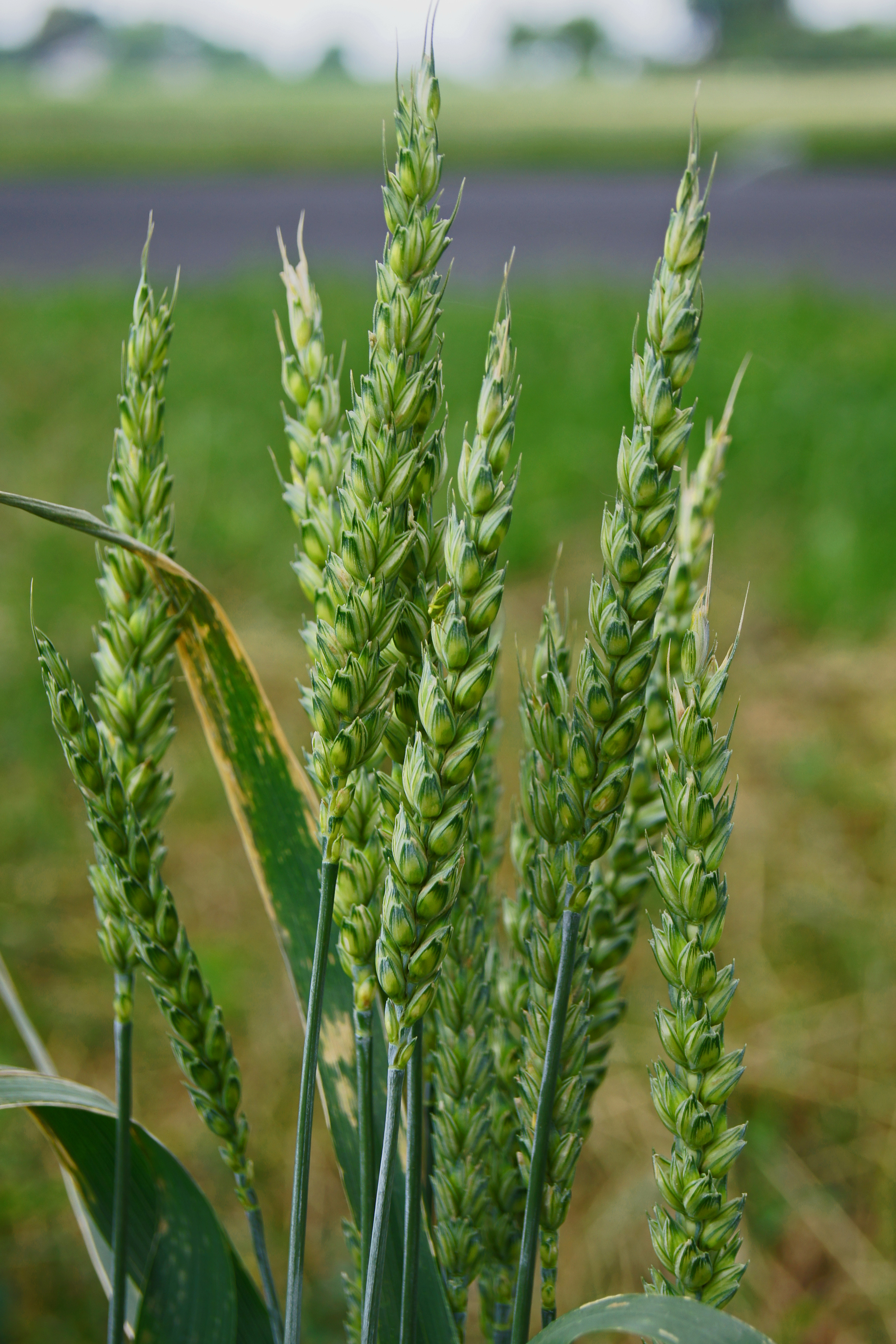
Planta - Triticum.
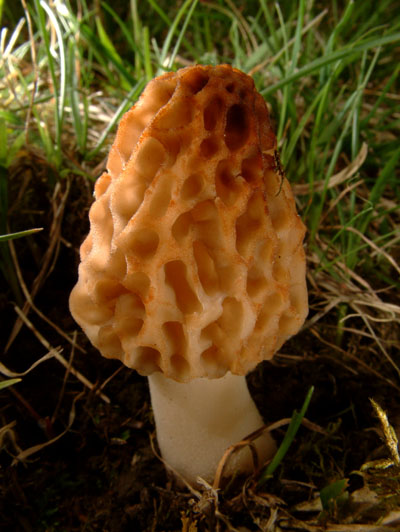
Fungi - Morchella esculenta.
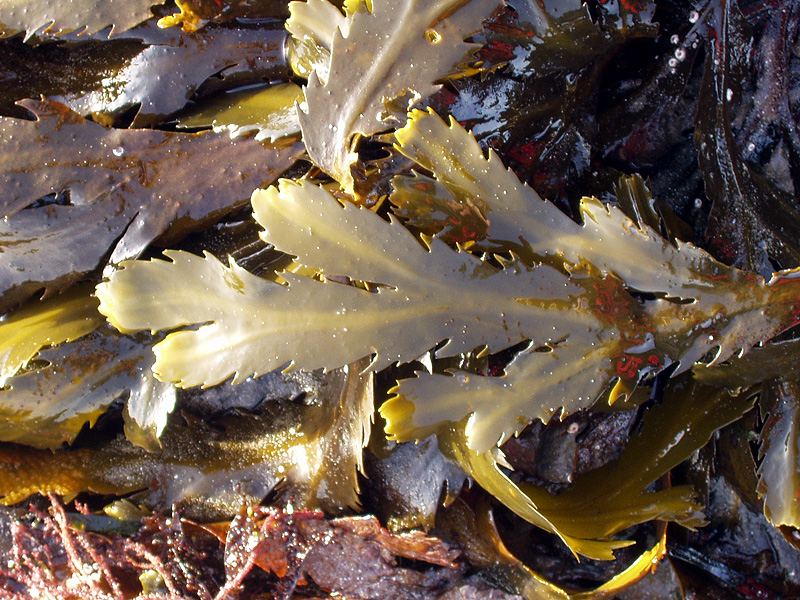
Stramenopila/Chromista - Fucus serratus.
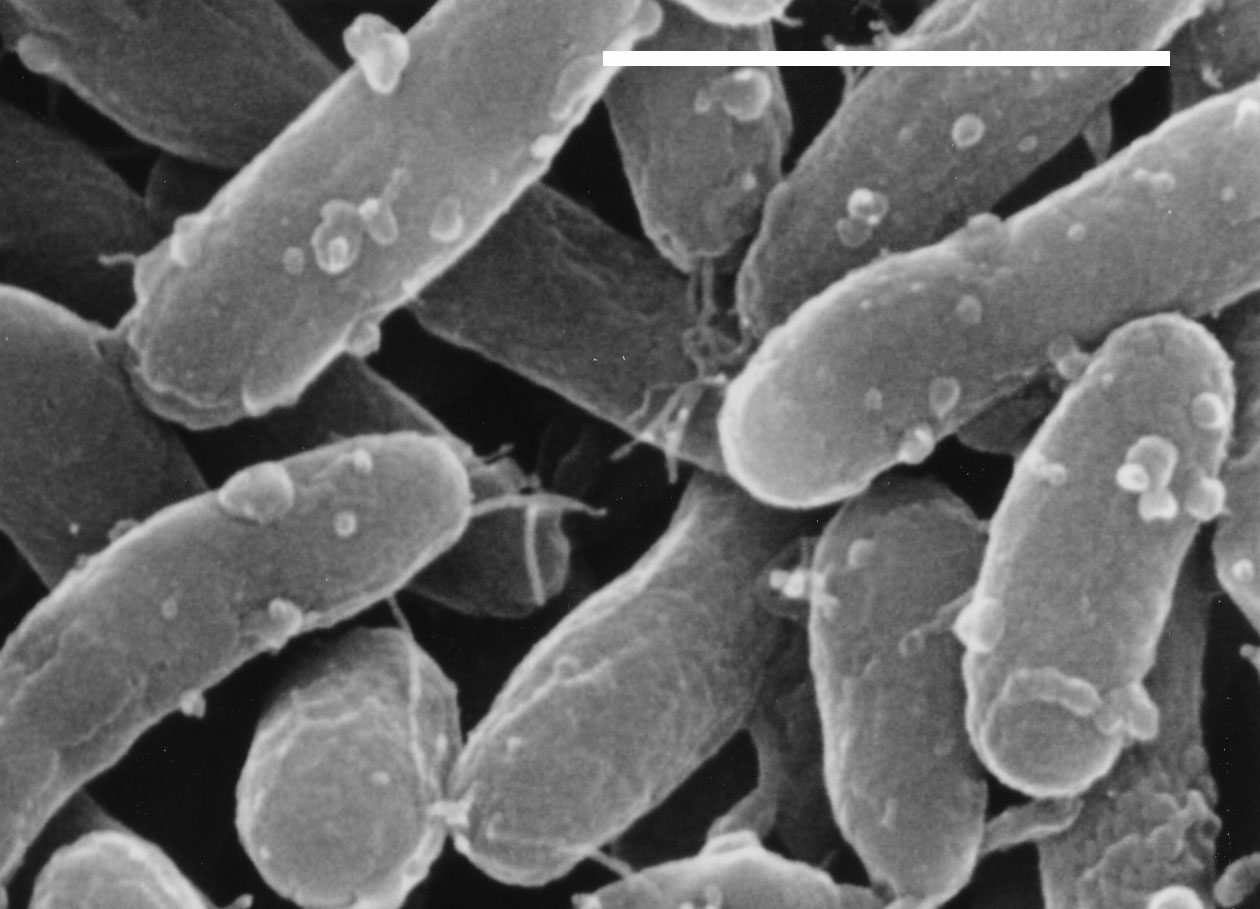
Bacteria - Gemmatimonas aurantiaca (- = 1 Micrometer).
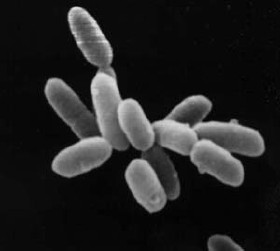
Archaea - Halobacteria.
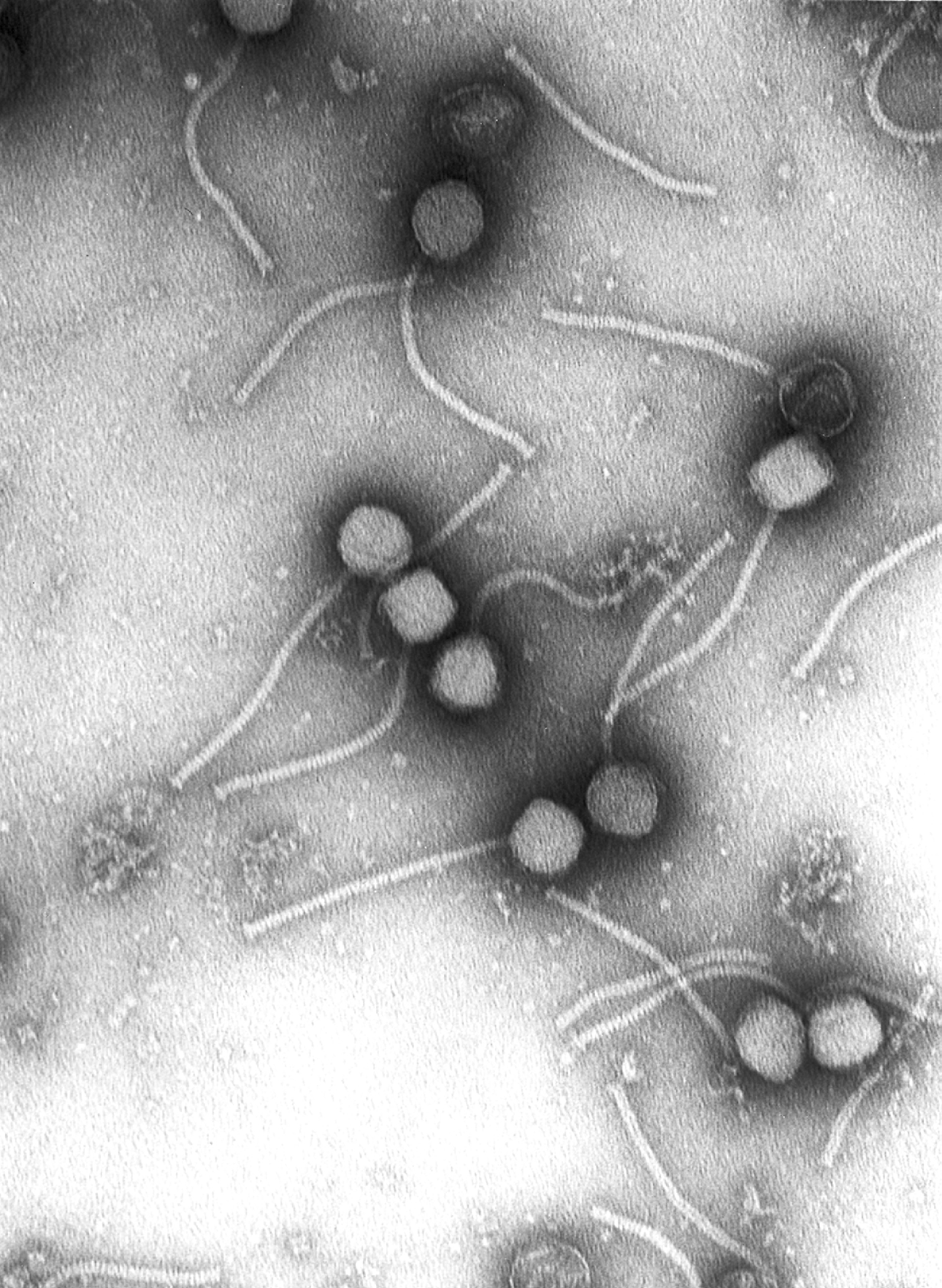
Virus - Gamma phage.

#### Introduction à la biologie: dictionnaire, traité, présentation générale, réflexion
- Neil A. Campbell et Jane B. Reece, Biologie, 7e éd., adaptation de l'édition en anglais et révision scientifique de René Lachaîne et Michel Bosset, Pearson Education, 2007.
- Jacques Berthet, en collaboration avec Alain Amar-Costesec, Dictionnaire de Biologie, De Boeck & Larcier, Bruxelles, 2006, 1034 p. Préface de Christian de Duve  (ISBN 2-8041-2798-2)
- Jean-Louis Morère, Raymond Pujol, Dictionnaire raisonné de biologie, éditions Frison-Roche, Paris, 2003, 1222 p. Préface de Jean Dorst et Yves Coppens  (ISBN 978-2-87671-300-0)
- William K. Purves, Gordon H. Orians, H. Craig Heller, Traité de Biologie, Sciences Flammarion, Paris, 1994, 1224 p. Traduction par Jacqueline London de Life: The science of biology, 3e éd., Sinauer associates, Sunderland, Massachusetts, 1992  (ISBN 978-2-257-15025-7)
- (en) Hans Günter Schlegel (de), General Microbiology, Seventh Edition, Cambridge University Press, 1992, 656 p. Translation of Allgemeine Mikrobiologie, Georg Thieme Verlag, Stuttgart, 1969-1992, by Margot Kogut  (ISBN 978-0-521-43980-0)
- Boyce Rensberger, Au cœur de la vie, au royaume de la cellule vivante, De Boeck Université, 1999, Bruxelles, 348 p. Traduction de Life itself : exploring the realm of the living cell, Oxford University Press, 1996  (ISBN 978-2-7445-0054-1)
- Günther Vogel, Hartmunt Angermann, Atlas de la biologie, Encyclopédie d’aujourd’hui, La Pochothèque, Le livre de poche, 1994, 641 p. Adaptation du dtv-Atlas zur Biologie, zweite Verfassung, Deutsche Taschenbuch Verlag, München, 1984, sous la direction de Georges Carric. La première adaptation scientifique de l’édition 1970 est dirigée par le biologiste généticien Matthieu Ricard avec Michel Stephan, Élisabeth Loubet, Jean-Pierre Bobillot, Dominique Marie, Alain Saint-Dizier et la traduction de Anne Sebisch, Michel Brottier et Claude Sebisch  (ISBN 978-2-253-06451-0)
- Le livre de la vie, sous la direction de Stephen Jay Gould, textes de Peter Andrews, Michael Benton, Christine Janis, J. John Sepkoski, Christopher Stringer, dessins de John Barber, Marianne Collins, Ely Kish, Akio Morishima, Jean-Paul Tibbles, coll. « science ouverte », Seuil, Paris, 1993, 256 p. Traduit de l’anglais par Marcel Blanc  (ISBN 978-2-02-019988-9)
- Guillaume Lecointre (dir.), Guide critique de l’évolution, Belin, Paris, 2009, 504 p.  (ISBN 978-2-7011-4797-0)
- Guillaume Lecointre, Hervé Le Guyader, Classification phylogénétique du vivant, 3e éd. revue et augmentée après 1re éd. de 2001, Belin, 2006, 560 p.  (ISBN 978-2-7011-4273-9)
- Pierre-Paul Grassé, L’évolution du vivant, coll. « sciences d’aujourd’hui », Édition Albin Michel, Paris, 1973.
- Jacques Ruffié, Traité du vivant, coll. « Le temps des sciences », Librairie Arthème Fayard, Paris, 1983, 796 p.  (ISBN 978-2-213-01159-2)
- Louis de Bonis, Évolution et extinction dans le règne animal, Les grands problèmes de l’évolution, Masson, 1991, 192 p.  (ISBN 978-2-225-82322-0)
- Edward O. Wilson, La diversité de la vie, édition Odile Jacob Sciences, 1993, 496 p. Traduction par Marcel Blanc de The diversity of life, 1992  (ISBN 978-2-7381-0221-8)
- Christian de Duve, À l’écoute du vivant, Odile Jacob sciences, Paris, 2002, 402 p.  (ISBN 978-2-7381-1166-1)
- Patrick Tort, Dictionnaire du darwinisme et de l’évolution (dir.), Paris, PUF, 1996, 3 vol., 5000 p. Ouvrage couronné par l’Académie des sciences.
- Peter Hamilton Raven, Georges Brooks Johnson, Kenneth A. Mason, Jonathan B. Losos et Susan R. Singer (trad. Jules Bouharmont), Biologie, De Boeck Supérieur, 2019 (1re éd. 2007), 1400 p. (lire en ligne)
- Tania Louis, Agatha Liévin-Bazin et Éléa Heberle, La battle du vivant, Paris, De Boeck Supérieur, 28 février 2024 (1re éd. 2024), 168 p. (ISBN 978-2-8073-4539-3, lire en ligne)

#### Botanique
- Frederik Liubenstein, Dictionnaire de la Botanique Européenne (Europaïsch Botanisch Wörterbuch) Brême, 1862
- Gaston Bonnier, Les noms de fleurs trouvés par la méthode simple, Librairie générale de l’enseignement, Paris, 1971, 338 p.
- Dietmar Aichelé, Quelle est donc cette fleur ?, éditions Fernand Nathan, Paris, 1975, 400 p. Illustrations de Marianne Golte-Bechtle. Traduction par Thomas Althaus de Was blüht denn da ?, Frankh’sche Verlagshandlung, Kosmos Verlag, Stuttgart, 1973.
- Bernard Boullard, Dictionnaire de Botanique, Ellipses, 1990.
- Aline Raynal-Roques, La botanique redécouverte, Belin/INRA éditions, 1994, 512 p.  (ISBN 978-2-7011-1610-5)
- Brian Capon, La botanique pour jardinier, Belin, 2005, 256 p. Traduction par Georges Ducreux de Botany Gardeners, édition de 1990 révisée en 2005  (ISBN 978-2-7011-3919-7)
- Paul Mazliak, Traité de physiologie végétale, Hermann
- Marcel Bournérias, Christian Bock, Le Génie végétal, Nathan, Paris, 1992, 232 p.  (ISBN 978-2-09-241040-0)
- Christine Bourquin-Mignot, Jacques-Elie Brochier, Lucie Chabal, Stéphane Crozat, Laurent Fabre, Frédéric Guibal, Philippe Marinval, Hervé Richard, Jean-Frédéric Terral, Isabelle Théry-Parizot, La Botanique, coll. « Archéologiques » sous la direction d’Alain Ferdière, éditions Errance, Paris, 1999, 208 p.  (ISBN 978-2-87772-174-5)
- Suzanne Amigues, Études de botanique antique, préface de Pierre Quézel. Paris, de Boccard, 2002, XV-501 p.

#### Espèces animales
- Henri Tachet (dir.), Philippe Richoux, Michel Bournand, Philippe Usseglio-Polatera, Invertébrés d’eaux douces, systématique, biologie, écologie, CNRS Éditions, Paris, 588 p.  (ISBN 978-2-271-05745-7)
- René Jeannel, « Introduction à l’entomologie » in Nouvel atlas d’entomologie, éditions N. Boubée & Cie, 1960.
- Michel Lamy, Les insectes et les hommes, coll. « Sciences d’aujourd’hui », Albin Michel Sciences, Paris, 1997, 416 p.  (ISBN 978-2-226-08896-3)
- Lars Svensson, Peter J. Grant pour les textes, Dan Zetterström, Kilian Mullarney pour les illustrations, Le guide ornitho, les 848 espèces d’Europe en 4 000 dessins, coll. « Les guides du naturaliste », Delachaux et niestlé, Paris, 2000, 400 p. Traduction de l’ouvrage suédois Faogel guiden, Europas och Medelhavsomraodets faoglar i fält, Albert Bonniers, Förlag, Stockholm, 1999 par Jean-Louis Parmentier avec adaptation et supervision scientifique de Guilhem Lesaffre  (ISBN 978-2-603-01142-3)
- Louis Chaix, Patrice Méniel, Archéozoologie, les animaux et l’archéologie, coll. « des Hespérides », éditions Errance, Paris, 2001, 240 p.  (ISBN 978-2-87772-218-6)
- Jared Diamond, Le troisième chimpanzé, essai sur l’évolution et l’avenir de l’animal humain, Gallimard, Paris, 2000. Traduction de The Third Chimpanzee, Harper-Collins, New York, 1992.
- André Langaney, Les Hommes, passé, présent, conditionnel, Armand Colin, Paris, 1998, 252 p.  (ISBN 978-2-200-37117-3)

#### Écologie et milieux
- Jean-Louis Morère (dir), Les êtres vivants dans leur milieu, sciences naturelles 2de, Hachette, Paris, 1985, 240 p.  (ISBN 978-2-01-010680-4)
- Gunnar Thorson, La vie dans la mer, coll. « L’Univers des connaissances », Hachette, Paris, 1971, 256 p. Texte français de Georges H. Gallet.
- Bernard Boullard, Guerre et paix dans le règne végétal, Ellipses, Aubin Imprimeur, Paris, 1990, 336 p.  (ISBN 978-2-7298-9033-9)
- Claude Leroy, La forêt redécouverte, Belin, Paris, août 2009, 732 p.  (ISBN 978-2-7011-4886-1)

#### Biogéographie et culture botanique
- Paul Ozenda, Végétation du continent européen, Delachaux et Niestlé, Lausanne /Paris, 1994, 272 p.  (ISBN 978-2-603-00954-3)
- François Couplan, Ce sont les plantes qui sauvent, ma botanique gourmande, récit, Plon, Paris, 2005, 462 p.  (ISBN 978-2-259-19670-3)
- Gérard Debuigne, François Couplan, Petit Larousse des plantes qui guérissent, 500 plantes, édition Larousse 2006, 896 p.  (ISBN 978-2-03-582256-7)
- Christian et Élisabeth Busser, Les plantes des Vosges, médecine et traditions populaires avec un guide de découverte et d’emploi de 200 plantes médicinales, La Nuée bleue, DNA Strasbourg, 2005, 348 p. Préface de Jean-Marie Pelt  (ISBN 978-2-7165-0657-1)

#### Initiation à la biophysique et biologie humaine
- André Aurengo, Bertran Auvert, François Leterrier, Thierry Petitclerc sous la direction de François Gremy, Biophysique, coll. « PCEM » éditée par François Grémy en 1982, 2e tirage corrigé, Médecine Sciences Flammarion, Paris, 1994, 494 p.  (ISBN 978-2-257-10594-3)
- Alain Blacque-Belair, Bernard Mathieu de Fossey et Max Fourestier, Dictionnaire des constantes biologiques et physiques en médecine, applications cliniques pratiques, 6e éd., éditions Maloine, Paris, 1991, 848 p.  (ISBN 978-2-224-01907-5)
- P. Boulanger, J. Polonovski, G. Biserte et M. Dautrevaux, Abrégé de biochimie médicale, Masson, Paris, 1re éd., 1981, 2e éd., 1989 :
  - 1. Les constituants des organismes vivants, 2e éd., 1989, 348 p.  (ISBN 978-2-225-81640-6)
  - 2. Métabolismes et régulations, 1re éd., 1981, 344 p.  (ISBN 978-2-225-68740-2)
- G. Crouzols, M. Lechaud, avec la mise à jour de F. Lasnier, Hygiène et biologie humaines, éditions Jacques Lanore, Malakoff, 1993, 288 p.  (ISBN 978-2-86268-035-4)
- Christian Robert et Pierre Vincent, Biologie & physiologie humaines, Vuibert, Paris, 1995, 678 p.  (ISBN 978-2-7117-5234-8)
- Pierre Jacquemin, Jean-Louis Jacquemin (illustrations), Abrégé de parasitologie clinique, Collection d’abrégés de médecine sous la direction du Pr Le Guyon, Masson et Cie éditeurs, Paris, 1974, 228 p.  (ISBN 978-2-225-36091-6), réédition 1987  (ISBN 978-2-225-80910-1)
- IMS Wilkinson, Neurologie, coll. « En bref », De Boeck Université, Bruxelles, 2002, 284 p. Traduction par Patrick Chaynes, avec révision scientifique de Mathieu Zuber, de l’ouvrage anglais Neurology, 3e éd., Blackwell Science, 1999  (ISBN 978-2-7445-0134-0)
- Jean-Marie Bourre, Le cholestérol, Les classiques santé, édition Privat, Toulouse, 1997, 160 p. Préface de Jean-Louis Étienne  (ISBN 978-2-7089-3703-1)

#### Histoire de la biologie
- Georges Petit, Jean Théodoridès, Histoire de la zoologie, des origines à Linné, coll. « Histoire de la pensée, de l’école pratique des hautes études », t. VIII, Hermann, 1962, 360 p.
- (de) Gottfried Reinhold Treviranus, Biologie oder Philosophie der lebenden Natur, 6 t., Göttingen, 1802.
- Bernard Mantoy, Jean-Baptiste de Lamarck, créateur de la biologie, éditions Seghers, Paris, 1968, 192 p.
- Charles Darwin, L'Origine des espèces [édition du Bicentenaire], trad. A. Berra sous la direction de P. Tort, coord. par M. Prum. Précédé de Patrick Tort, « Naître à vingt ans. Genèse et jeunesse de L’Origine ». Paris, Champion Classiques, 2009. Traduction de On the origin of species by means of natural selection or the preservation of favoured races in the struggle of life publié en 1859. Texte de Daniel Becquemond à partir de la traduction de l’anglais d’Edmond Barbier. Introduction de Jean-Marc Drouin  (ISBN 978-2-08-070685-0)
- Paul Mazliak, Les fondements de la biologie, le XIXe siècle de Darwin, Pasteur et Claude Bernard, Vuibert, Adapt, 2002, 346 p.  (ISBN 978-2-7117-5352-9)

#### La biologie, source de débats contemporains
- Edward O. Wilson, L’unicité du savoir, de la biologie à l’art, une même connaissance, Robert Laffont, Paris, 2000, 398 p.  (ISBN 978-2-221-08877-7) Traduction de Consilience, Alfred A. Knopf, New-York, 1998  (ISBN 978-0-679-45077-1)
- Bernard Dussart, Henri Friedel, Roger Dajoz, Roger Molinier, Jacques Daget, Jean Keiling, François Ramade, René Oizon, Claude-Marie Vadrot, François Lapoix, Michel et Claire Corajoud, Dominique Simonnet, Jean-Pierre Charbonneau, Encyclopédie de l’écologie, le présent en question, Librairie Larousse, 1977, 488 p. Présentation de Henri Friedel. Conclusion de René Dumont. Un livre vert à plusieurs voix, contemporain de l’essor du courant politique vert  (ISBN 978-2-03-070102-7)